# Breve incontro
Breve incontro (Brief Encounter) è un film del 1945 diretto da David Lean, vincitore del Grand Prix du Festival International du Film al Festival di Cannes 1946 come miglior film.

## Trama
Verso la fine del 1938 Laura Jesson, una rispettabile donna sposata ma un po' annoiata, ogni giovedì prende il treno per andare a Milford in modo da fare compere e una matinée al cinema. Una sera al bar della stazione viene aiutata dal dottor Alec Harvey che le toglie un bruscolo di carbone dall'occhio. Anche lui è sposato e ogni giovedì si reca all'ospedale per consulenze.
Gli incontri si susseguono e tra i due nasce una forte simpatia ma un giorno incrociano amiche di Laura alle quali raccontano una bugia. Entrambi si rendono conto che forse sta nascendo un sentimento più forte dell'amicizia che potrebbe portare ad un tradimento dei rispettivi coniugi, tradimento che solo per un imprevisto non viene consumato.
Consapevoli di non poter avere un futuro assieme, non volendo rovinare le proprie famiglie, alla fine decidono di separarsi: Alec ha infatti ricevuto un'offerta di lavoro in Sudafrica dove vive il fratello e decide di accettarla. Il loro ultimo incontro avviene al bar della stazione, lo stesso dove si incontrarono la prima volta, disturbato dalla presenza di Dolly Messiter, una vecchia conoscenza di Laura.

## Riconoscimenti
Il film ha vinto il Grand Prix du Festival al Festival di Cannes 1946 e ha ricevuto tre candidature ai Premi Oscar 1947, per il miglior regista, la migliore sceneggiatura e la migliore attrice.
Nel 1946 il National Board of Review of Motion Pictures l'ha inserito nella lista dei migliori dieci film dell'anno, e inoltre nel 1999 è stato classificato dal British Film Institute come il secondo miglior film britannico del XX secolo.